# 伝法駅
伝法駅（でんぽうえき）は、大阪府大阪市此花区伝法三丁目にある、阪神電気鉄道阪神なんば線の駅。駅番号はHS 47。
阪神なんば線が伝法線として開業した当初、7か月間だけ終着駅であった。
かつて伝法駅の駅名のローマ字表記は「DEMPO」ではなく、「DENPO」となっていた。しかし、2009年1月から2月にかけて新たな意匠の駅名標が新設・更新され、同時に小文字混じりの「Dempo」という表記に改められた。

## 歴史
- 1924年（大正13年）

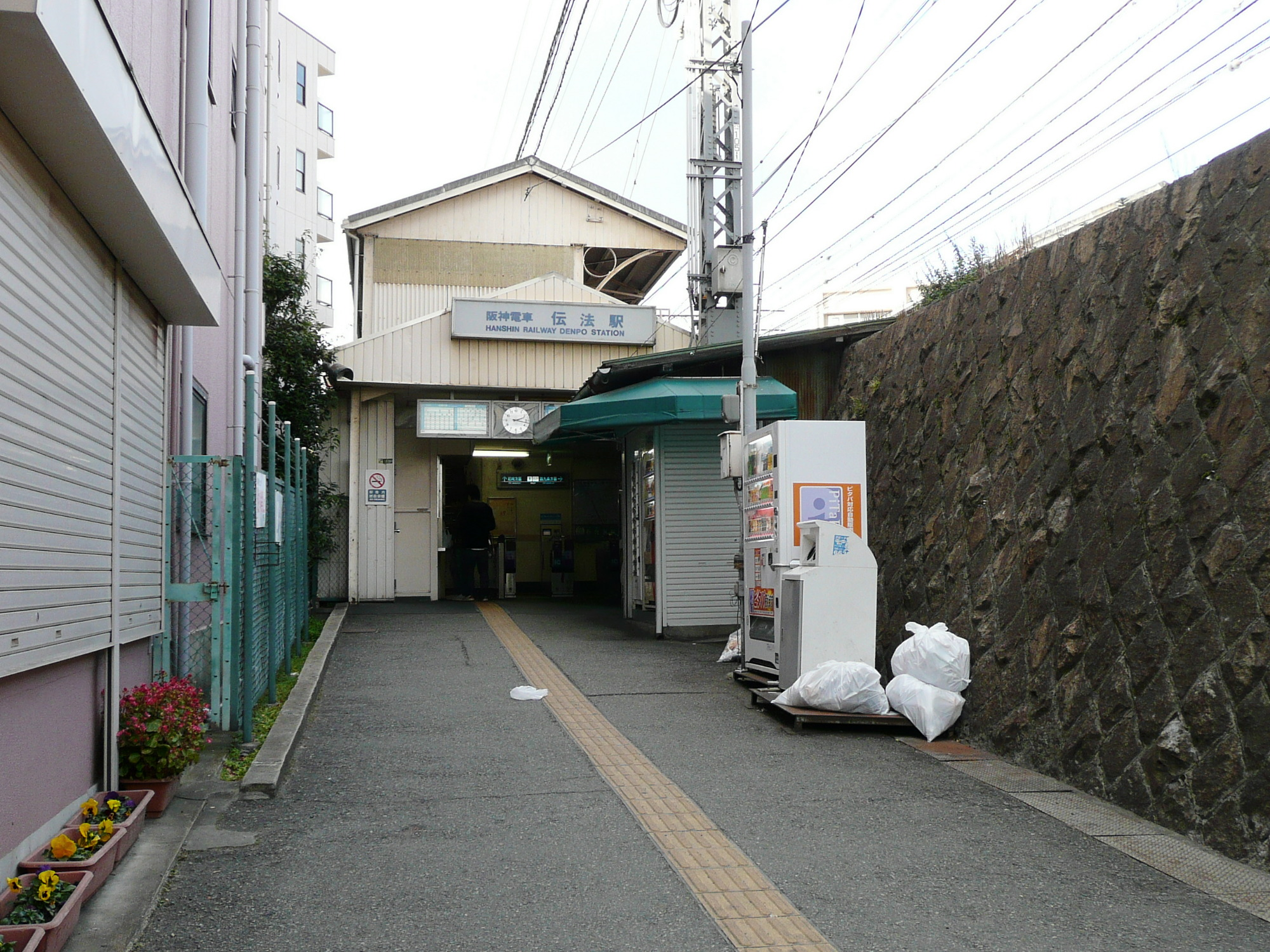
旧駅舎

  - 1月20日：伝法線 大物駅 - 当駅間開通と同時に開業。
  - 8月1日：当駅から千鳥橋駅まで路線延伸。途中駅となる。
- 1964年（昭和39年）5月20日：伝法線が西大阪線に改称。
- 2009年（平成21年）3月20日：西大阪線が阪神なんば線に改称。
  - これに先立ち6両編成対応のためのホームの延長が行われている。
- 2014年（平成26年）4月1日：駅番号導入。
- 2026年（令和8年）度：下りホームを高架に切り替える予定[3]。
- 2029年（令和11年）度：上りホームを高架に切り替える予定[3]。

## 駅構造
盛土上に相対式ホーム2面2線を有する地上駅。分岐器や絶対信号機を持たないため、停留所に分類される。1階が改札、2階がホームとなっている。バリアフリー化工事が実施されたことで、2010年3月27日からは改札内に各ホームと連絡するエレベーターが新設され、トイレも工事前は男性用が難波方面ホーム上に、女性用・男女兼用多機能トイレが1階に設置されていたのを、1階に集約している。現在の駅舎は2010年2月頃に完成したもので、以前の駅舎は難波よりの道路に面したところより神戸方面側の奥にあった。
改札口は1か所のみで、ホームの難波寄り端に通じている。
トイレは改札内にある。
ホームの有効長は128mで、19m級の阪神車両の6両編成と21m級の近畿日本鉄道車両6両編成に対応している。
2029年度完成を目指し高架の新駅が建設中である。阪神の高架化では仮線・仮駅を使って同じ箇所に高架駅が建設されることが多いが、当駅では仮線を設けない淀川至近のため北西側に移設となる。

### のりば
| のりば | 路線          | 方向 | 行先         |
| ------ | ------------- | ---- | ------------ |
| 1      | ■阪神なんば線 | 上り | 大阪難波方面 |
| 2      | ■阪神なんば線 | 下り | 尼崎方面     |

※実際には構内に上記ののりば番号表記はないが、公式サイトの構内図ならびにスマートフォン向けアプリ「阪神アプリ」の行先表示機能では、上りホームが1番線、下りホームが2番線とされている。

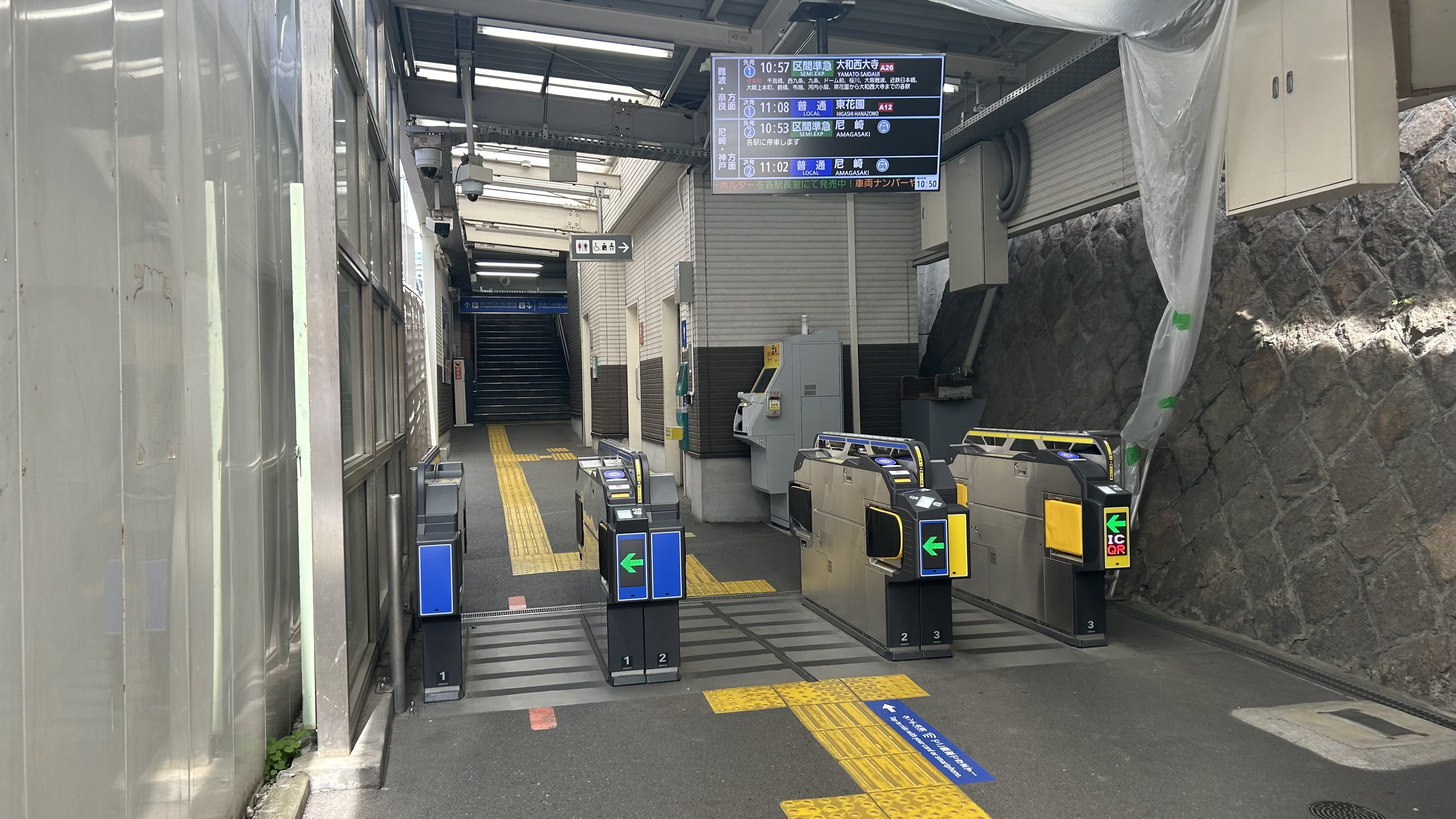
改札口
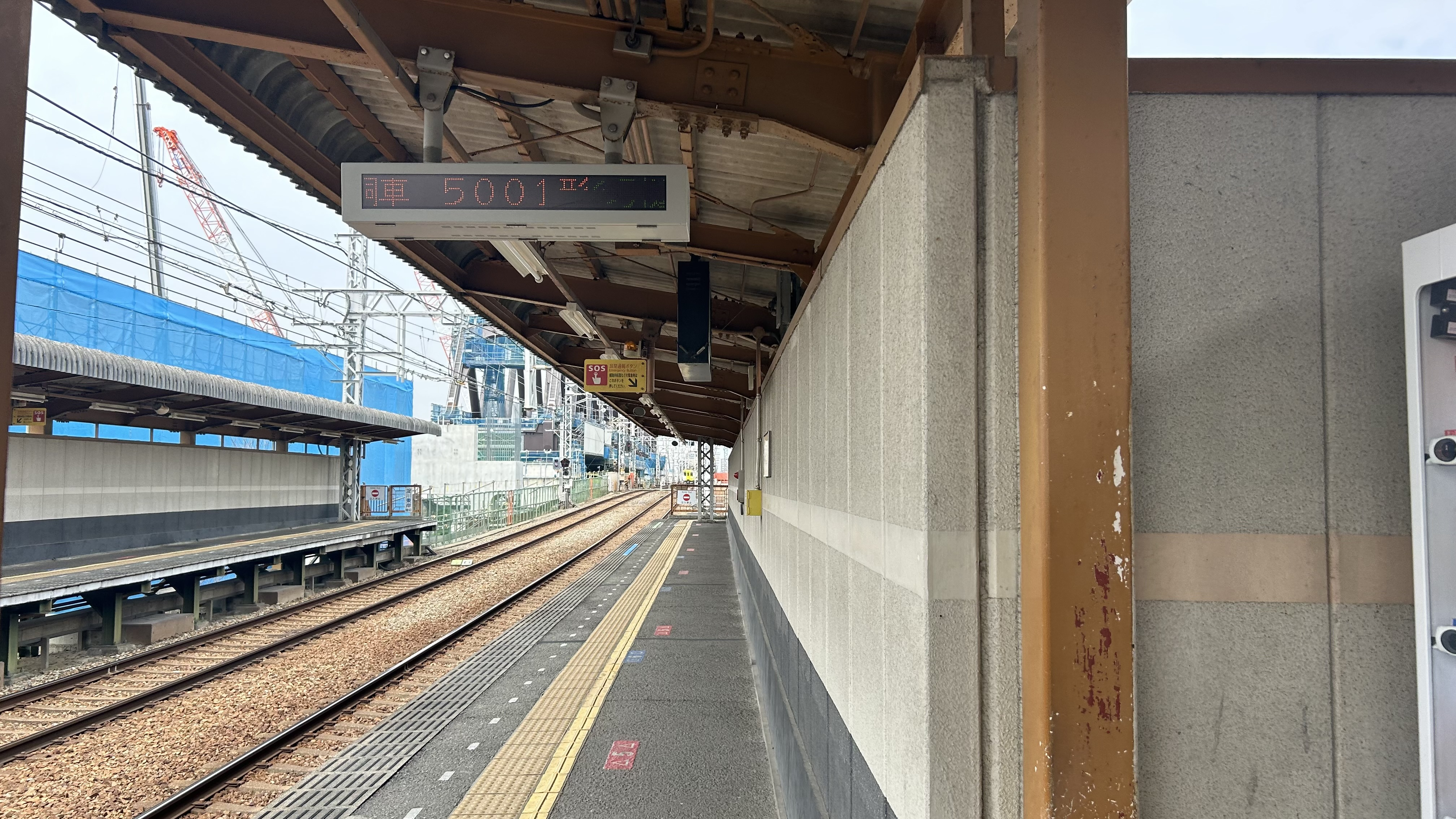
難波方面ホーム
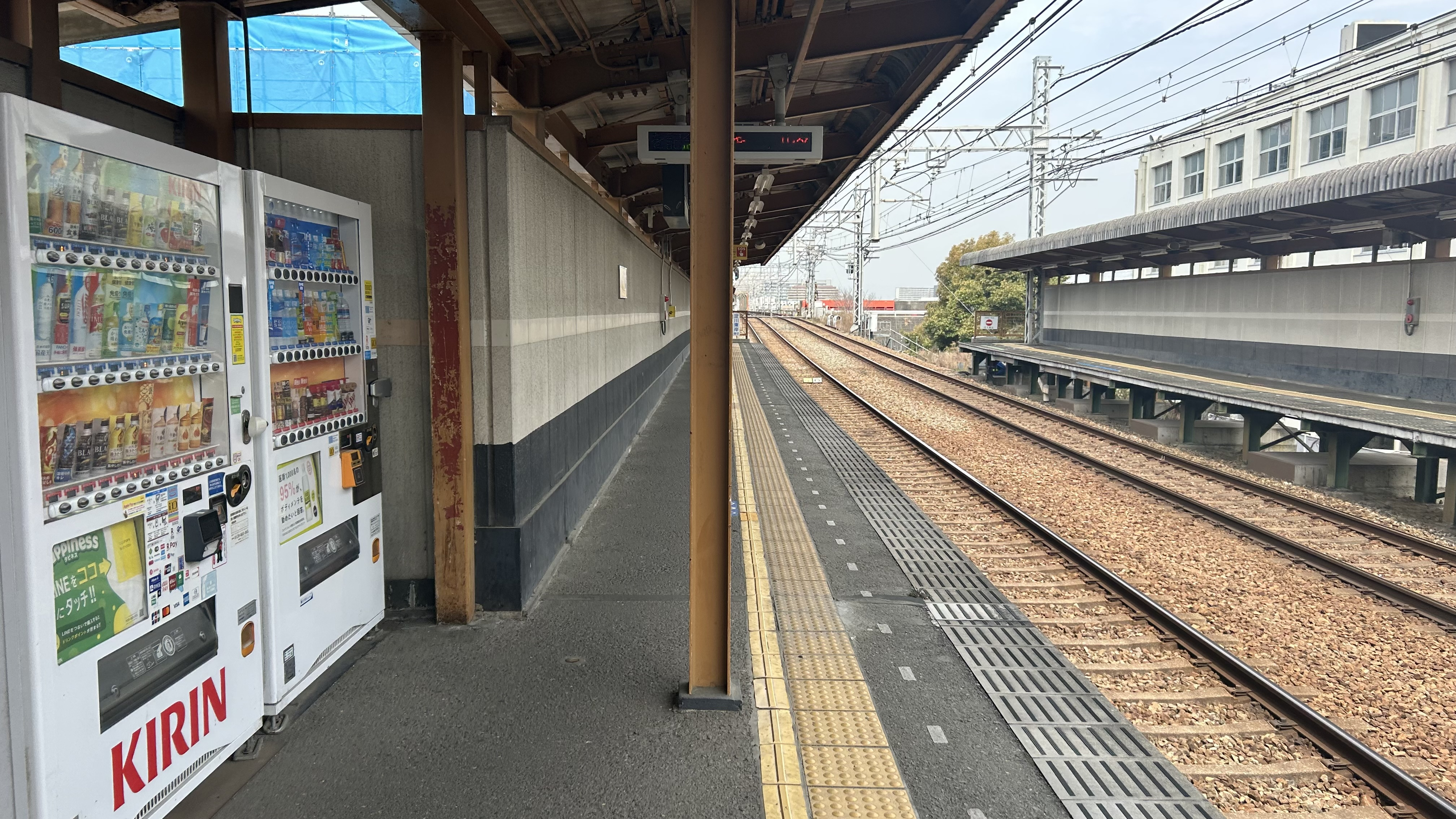
尼崎方面ホーム
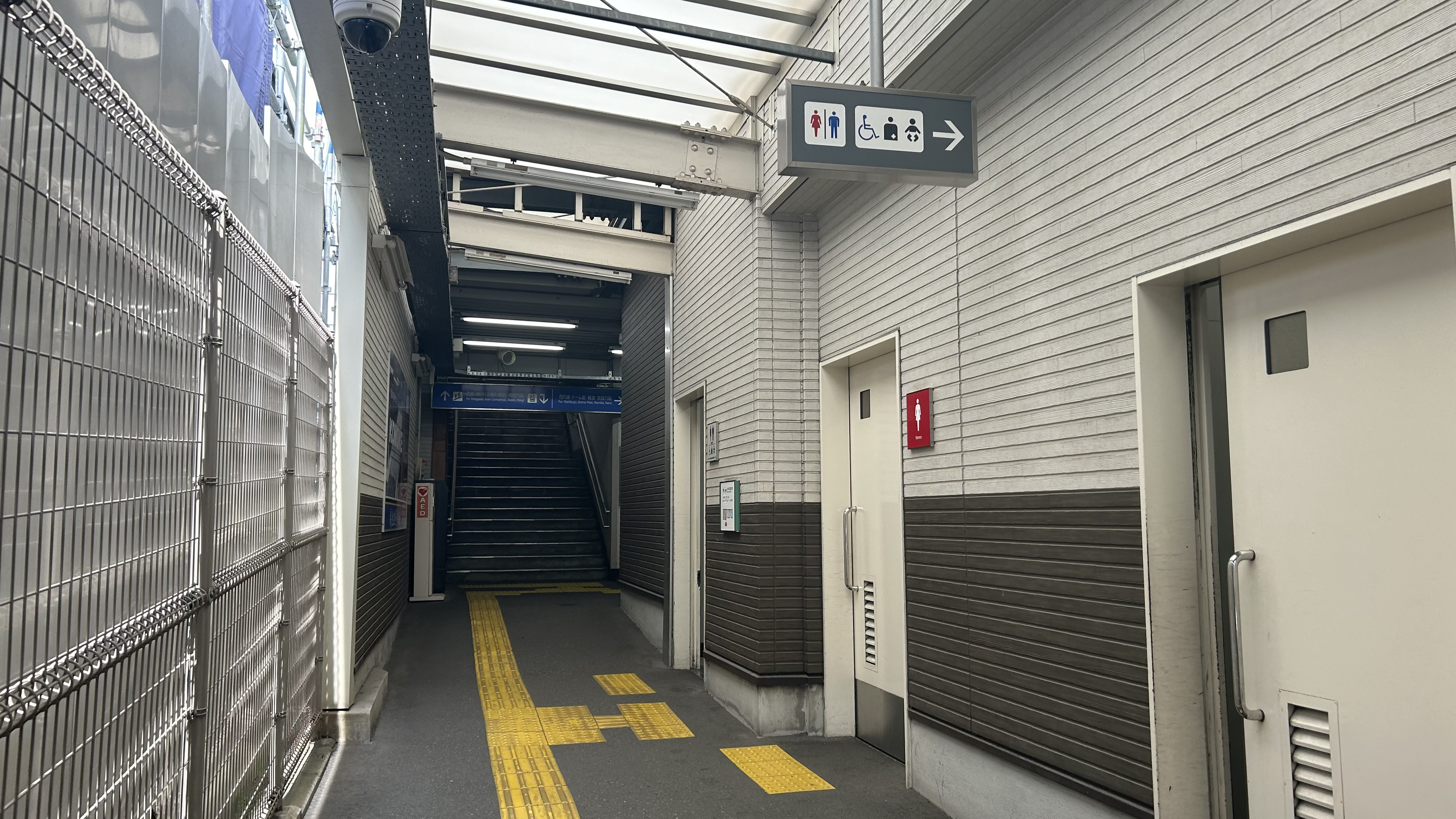
トイレ
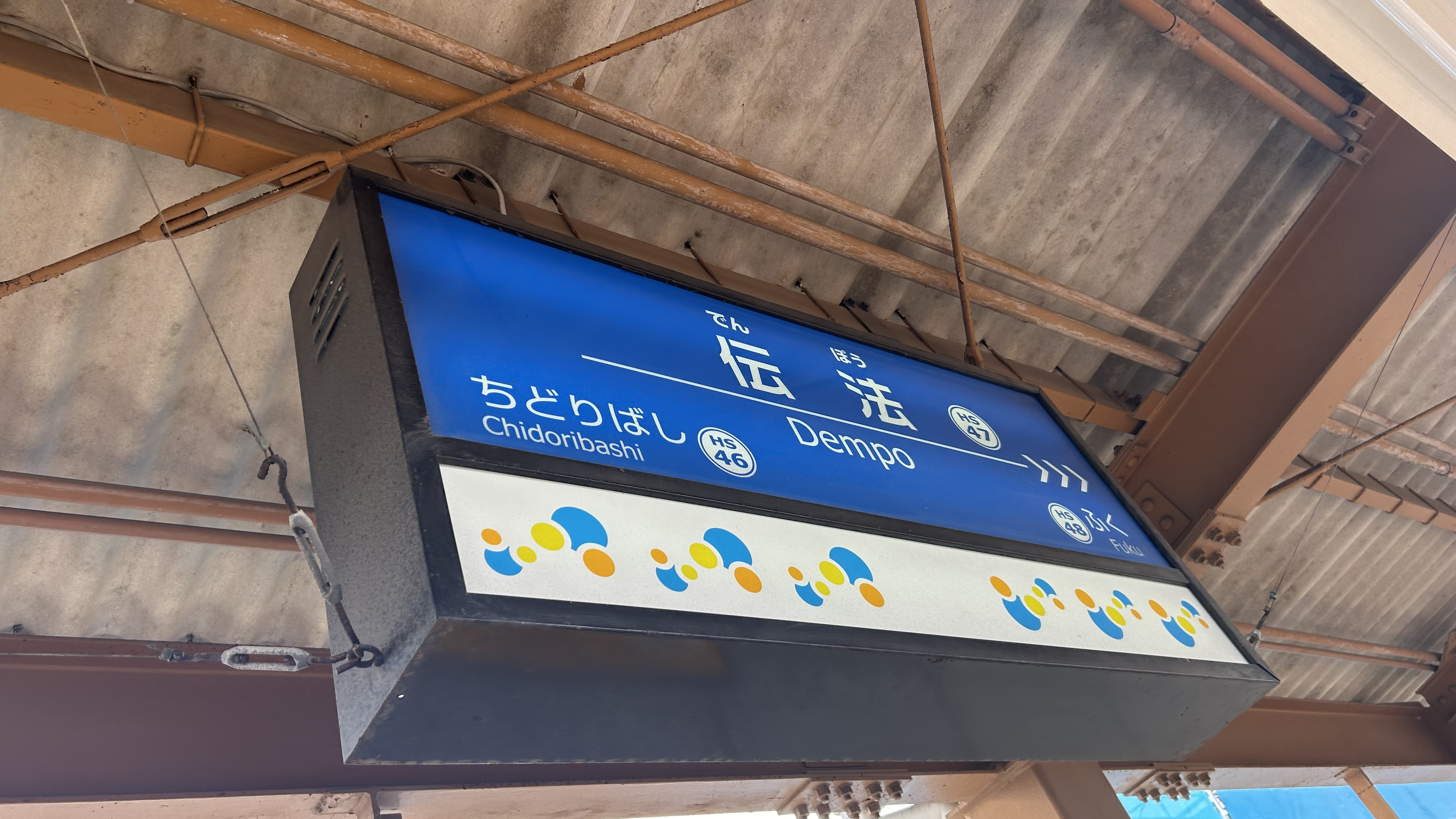
駅名標

## 利用状況
2022年（令和4年）次の1日平均乗降人員は8,034人である。また、2023年（令和5年）11月の1日平均乗降人員は7,954人で、阪神電気鉄道の駅では大物駅に次いで37位。
近年の1日平均乗降・乗車人員数は下表の通り。
| 年次   | 1日平均 乗降人員 | 1日平均 乗車人員 | 出典   |
| ------ | ---------------- | ---------------- | ------ |
| 1995年 | 7,941            | 4,144            | [ 5 ]  |
| 1996年 | 7,567            | 3,877            | [ 6 ]  |
| 1997年 | 7,086            | 3,631            | [ 7 ]  |
| 1998年 | 6,886            | 3,528            | [ 8 ]  |
| 1999年 | 6,619            | 3,391            | [ 9 ]  |
| 2000年 | 6,509            | 3,343            | [ 10 ] |
| 2001年 | 6,103            | 3,159            | [ 11 ] |
| 2002年 | 5,761            | 2,963            | [ 12 ] |
| 2003年 | 5,723            | 2,925            | [ 13 ] |
| 2004年 | 6,176            | 3,188            | [ 14 ] |
| 2005年 | 5,605            | 2,837            | [ 15 ] |
| 2006年 | 5,460            | 2,787            | [ 16 ] |
| 2007年 | 5,709            | 2,918            | [ 17 ] |
| 2008年 | 5,964            | 3,015            | [ 18 ] |
| 2009年 | 5,780            | 2,940            | [ 19 ] |
| 2010年 | 6,642            | 3,364            | [ 20 ] |
| 2011年 | 6,691            | 3,389            | [ 21 ] |
| 2012年 | 7,087            | 3,623            | [ 22 ] |
| 2013年 | 7,389            | 3,790            | [ 23 ] |
| 2014年 | 7,447            | 3,804            | [ 24 ] |
| 2015年 | 7,617            | 3,921            | [ 25 ] |
| 2016年 | 7,719            | 3,945            | [ 26 ] |
| 2017年 | 8,044            | 4,110            | [ 27 ] |
| 2018年 | 8,286            | 4,266            | [ 28 ] |
| 2019年 | 8,389            | 4,315            | [ 29 ] |
| 2020年 | 6,891            | 3,531            | [ 30 ] |
| 2021年 | 7,585            | 3,872            | [ 31 ] |
| 2022年 | 8,034            | 4,178            | [ 32 ] |
| 2023年 | 7,954            | 4,075            | [ 4 ]  |

## 駅周辺
- 伝法公園
- 此花伝法郵便局
- 大阪市立伝法小学校
- 伝法幼稚園
- 鴉宮
- 澪標住吉神社
- 正蓮寺
- 浄泉寺
- 西光寺
- 安楽寺
- 慶善寺
- 西念寺
- 西證寺
- 豊永産業

### バス路線
最寄停留所は伝法となる。以下の路線が乗り入れ、大阪シティバスにより運行されている。
- 43号系統：大阪駅前行 / 酉島車庫前行
- 59号系統：西九条・野田阪神前・大阪駅前行 / 酉島車庫前・北港ヨットハーバー行

## 隣の駅
阪神電気鉄道
阪神なんば線
■快速急行
通過
■準急・■区間準急・■普通
千鳥橋駅 (HS 46) - 伝法駅 (HS 47) - 福駅 (HS 48)
※福駅までは駅間キロが1.5キロメートル離れている。これは主に駅間が短い阪神全線の中で最も駅間距離が長い。同じ阪神では阪神本線の姫島-千船間と同距離であるが、両駅区間共に川幅が大きい川(本線は神崎川、なんば線は淀川)を挟むことが共通している。